# Karel Bezdíček
Vojín Karel Bezdíček, (27. ledna 1888 Vídeň – 9. května 1915 poblíž Neuville-Saint-Vaast) byl český krejčí žijící ve Francii, člen pařížského Sokola, sociální demokrat, posléze voják, příslušník a praporečník dobrovolnické roty Nazdar v rámci francouzské Cizinecké legie během první světové války. Zemřel roku 1915 v bitvě u Arrasu (v rámci tzv. druhé bitvy u Artois či tzv. Lorettoschlacht).

## Život

### Mládí
Narodil ve Vídni do české rodiny krejčího, rodina se záhy odstěhovala do Sezemic u Pardubic, odkud pocházela a kde Bezdíček vyrůstal. Vyučil se krejčím po otci, roku 1905 pak odešel ke starším sourozencům do Berlína, kde se seznámil se sociálně-demokratickými myšlenkami. Krátce pracoval jako krejčí v Kolíně nad Rýnem, roku 1907 pak odešel do Londýna, od roku 1908 pracoval jako mistr v krejčovském závodě v Brightonu.
Patrně kvůli pronásledování za své sociálně-demokratické názory se rozhodl přihlásit na konzulát Rakouska-Uherska k nástupu do rakousko-uherské armády k povinné vojenské službě. Tu nastoupil roku 1909, umístěn byl v jižním Tyrolsku. Dosáhl hodnosti četaře a působil v pozici vojenského instruktora. Z armády odešel roku 1912, následně pak odcestoval za prací do Paříže. Jedním z důvodů jeho odchodu do Francie mohla být předtucha vypuknutí války, do které se chtěl zapojit na straně nepřátel Rakouska-Uherska, a tak bojovat za práva českého národa. Usadil se v Paříži, kde se mj. zapojil do činnosti krajanských spolků, například Sokola či vzdělávacího spolku Rovnost.

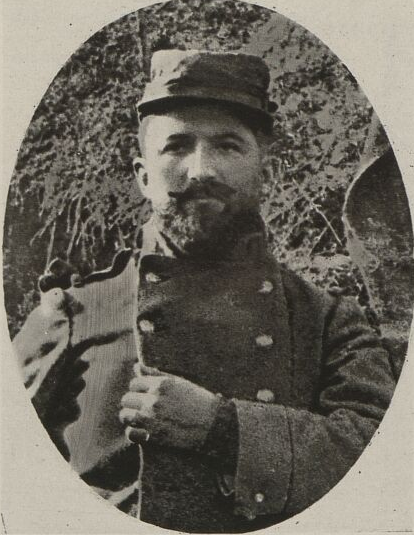
Karel Bezdíček jako frontový voják

### Válka
Dne 28. července 1914, když Rakousko-Uhersko vyhlásilo válku Srbsku, zorganizoval pařížský Čech Václav Dostal demonstraci „Pryč s Rakouskem!“, vyzývající Francii ke vstupu do války. Během demonstrace se dvě stovky Čechů vydaly před rakousko-uherské velvyslanectví v Paříži, kde za zpěvu písně Hej, Slované spálili rakousko-uherskou vlajku. Demonstrace si získala značné sympatie francouzské veřejnosti. Od počátku akcí patřil Bezdíček, spolu s náčelníkem zdejšího Sokola Josefem Pultrem, předsedou Rovnosti Josefem Šíbalem či Běloborem Bernardem, k nejhorlivějším příznivcům odporu proti Rakousku a stal se Dostalovým blízkým spolupracovníkem.
Spolu s ním a dalšími vstoupili do roty Nazdar, 31. srpna 1914 v rámci Cizinecké legie. Ta vznikla z iniciativy zástupců pařížského Sokola a sociálně-demokratického spolku Rovnost, zejména malířem Františkem Kupkou, Ernestem Denisem a jeho zetěm Dostalem. Zapojoval se rovněž do osvětové činnosti mezi vojáky a vyznával myšlenku vzniku samostatného Československa. Václav Dostal spolu s Rudolfem Audritzkým pak byli jmenováni prvními československými důstojníky.

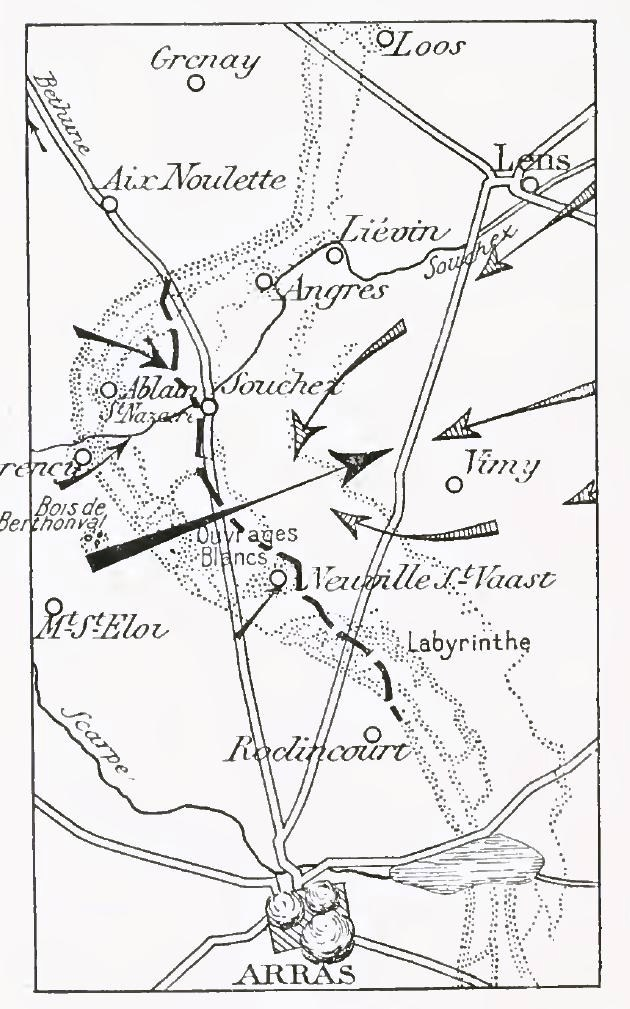
Hlavní směr útoku z 9. května 1915

Bezdíček se díky svým zkušenostem podílel na výcviku československých vojáků v Bayonne. V rotě byl poté zvolen praporečníkem, tedy nositelem zástavy jednotky při nástupech a do bitev. K bojovému nasazení byla rota Nazdar odeslána v říjnu 1914 do kraje Champagne poblíž Remeše. Frontu se v té době podařilo stabilizovat a rota Nazdar žila běžným zákopovým životem. V dubnu 1915 byla jednotka převelena do oblasti Artois, kde francouzská armáda připravovala ofenzivu a marocká divize měla být nasazena na jejím útočném hrotu. Cílem legionářů se stalo dobytí strategické vyvýšené kóty 140 poblíž Vimy.

### Bitva u Arrasu
Dne 9. května 1915 započal útok, na kterém se podílelo 250 československých vojáků roty Nazdar, včetně Karla Bezdíčka. Po dosažení německé sítě zákopů, přezdívané Ouvrages Blancs („Bílé dílo“ – podle barvy vykopané křídové horniny), postupovala jednotka dále ke kótě 140, přičemž se dostala pod těžkou palbu kulometů skrytých v blízké vesnici Neuville-Saint-Vaast. Pravé křídlo vojáků začaly před palbou z kulometů krýt dvě podpůrné kulometné čety četaře Chapellea a poručíka Dostala. Rota Nazdar kótu 140 skutečně dobyla, přičemž utrpěla těžké ztráty 42 padlých a 90 raněných, čímž prakticky zanikla (kótu se vinou nedostatečného přísunu posil udržet nepodařilo). Karel Bezdíček během tohoto útoku zahynul, je uváděno, že byl zabit výbuchem dělostřeleckého granátu. Jeho tělo ani zástava roty se nikdy nenašly. Mezi dalšími padlými akce byl také Josef Pultr, Josef Šíbal nebo Václav Dostal.

### Po smrti
Nový prapor jednotky byl pořízen s přispěním mecenášky a matky roty, pařížské restauratérky Marii Čermákové.
V Sezemicích nad Loučnou byla na jeho počest za První republiky odhalen památník s pískovcovou sochou Karla Bezdíčka zachyceného ve výjevu momentu smrti, ve francouzské uniformě a se zástavou roty Nazdar.
V době svého pobytu v armádě byl zasnouben s pařížskou Češkou Marií Štěpánovou. Ta se po jeho smrti o několik let později provdala za Bezdíčkova někdejšího spolubojovníka a posléze stíhacího pilota Francouzského letectva Václava Piláta jako Marie Pilátová-Štěpánová.
Roku 1935 sepsal Rudolf Robl jeho biografii s názvem Praporečník Karel Bezdíček: příspěvek k historii české roty Nazdar ve Francii 1914-1915.